# Stożkówka wielkogłowa

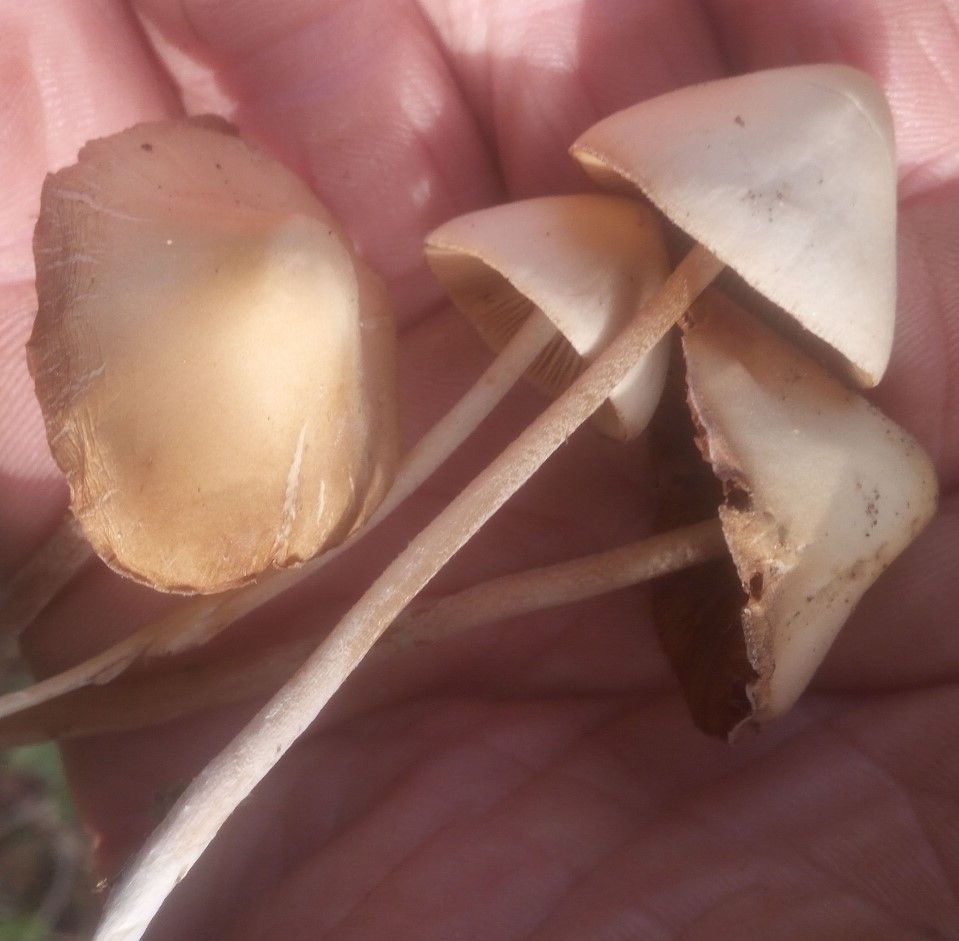

Stożkówka wielkogłowa (Conocybe macrocephala Kühner & Watling) – gatunek grzybów z rodziny gnojankowatych (Bolbitiaceae).

## Systematyka i nazewnictwo
Pozycja w klasyfikacji według Index Fungorum: Conocybe, Bolbitiaceae, Agaricales, Agaricomycetidae, Agaricomycetes, Agaricomycotina, Basidiomycota, Fungi.
Po raz pierwszy w 1935 roku Robert Kühner wymienił odmianę stożkówki delikatnej Conocybe tenera f. macrocephala, ale właściwą diagnozę nowego gatunku podali R. Kühner i Roy Watling w 1980 roku. Synonimy:
- Conocybe abruptibulbosa Watling 1980
- Conocybe macrocephala Kühner ex Singer 1959
- Conocybe macrocephala Kühner ex Kühner & Romagn. 1953
- Conocybe macrocephala var. macrospora Hauskn. 2000

Polską nazwę zarekomendował Władysław Wojewoda w 2003 r.

## Morfologia
Kapelusz
Średnica 1,5–3 cm, początkowo dzwonkowaty do stożkowato-dzwonkowatego, później stożkowato-wypukły do płaskowypukłego, zazwyczaj z garbkiem, czasami z nieco podwiniętym brzegiem. Powierzchnia gładka, czasami lekko promieniście pomarszczona. Jest higrofaniczny; prążkowany do połowy promienia lub więcej, w stanie świeżym brązowy, rdzawobrązowy lub jasnordzawobrązowy do jasnobrązowego, później, począwszy od brzegu staje się jaśniejszy, do jasno szarobrązowego lub brązowawo-ochrowego, po wyschnięciu blado szaropomarańczowy, ochrowy, kremowy lub prawie białawy, z jaśniejszym brzegiem.
Blaszki
Wąsko przyrośnięte do prawie wolnych, średnio gęste lub gęste (L = 18–30, l = 1–7), brzuchate, o szerokości do 5 mm, początkowo ochrowe, później jasno żółtawobrązowe do pomarańczowych, brązowe. Ostrza blade, drobno kłaczkowate.
Trzon
Wysokość 2–7 cm, grubość 0,1–0,3 cm, cylindryczny lub z lekko maczugowatą lub prawie cebulowatą podstawą o średnicy do 5 mm, pusty. Powierzchnia wzdłużnie oprószona i prążkowana, początkowo biaława lub kremowa, później ciemniejąca od podstawy w górę do jasno żółtawobrązowawej, brązowawej, brązowawopomarańczowej lub ciemnobrązowej.
Miąższ
W kapeluszu o grubości do 2 mm, białawy, w trzonie białawy do matowobrązowego w podstawie trzonu, o niewyraźnym zapachu i smaku.
Cechy mikroskopowe
Bazydiospory 8–12 × 4,5–6,5 µm (Q=1,6–2,0), w widoku z przodu jajowato-elipsoidalne lub elipsoidalny, w widoku z boku elipsoidalne, lekko spłaszczone brzusznie do prawie migdałowatych, cienkościenne, w wodzie miodowobrązowe, w alkaliach jasnordzawo-brązowe. Pora rostkowa centralna, o szerokości do 1–1,5 μm, Podstawki 16–24 × 7–9,5 µm, maczugowate, 4- zarodnikowe. Cheilocystydy 17–31 × 7–12 µm, w kształcie kręgli, z szyjką 5 × 2,5 μm i główką o szerokości 3,5–6,5 µm. Pleurocystyd brak. Pileocystydy 24–45 × 6,5–10,5 μm, w kształcie kręgli, węższe niż cheilocystydy, z szyjką do 15,0 × 2,5 μm i główką o szerokości 3,5–6,5 μm szerokości, rzadkie. Kaulocystydy głównie w kształcie kręgli, 15,5–38 × 7–18 µm, szyjką do 7 × 2,5 μm, główką o szerokości 4–7,5 μm, z domieszką elementów kulistych i maczugowatych do 17 × 12,0 μm, na szczycie trzonu czasami występują także rozproszone włoski o wymiarach do 100 × 2,5–5 μm. Sprzążki obecne.
Gatunki podobne
Stożkówka wielkogłowa od innych stożkówek różni się głównie dość małymi, cienkościennymi zarodnikami i dość dużymi główkami cystyd. Podobna makroskopowo stożkówka czerwcowa (Conocybe juniana)
ma mniejsze owocniki, większe, ciemniejsze i grubościenne zarodniki oraz kaulocystydy z dużo większymi główkami.

## Występowanie i siedlisko
W Polsce do 2003 roku podano tylko jedno stanowisko, ale w późniejszych latach podano wiele nowych. W internetowym atlasie grzybów znajduje się na liście gatunków zagrożonych i wartych objęcia ochroną.
Naziemny grzyb saprotroficzny. Występuje na glebie w lasach liściastych, od lata do jesieni.